# Metalimnophila greyana
Metalimnophila greyana is een tweevleugelige uit de familie steltmuggen (Limoniidae). De soort komt voor in het Australaziatisch gebied.